# Équipe de Tunisie de football en 1966
L'équipe de Tunisie de football connaît en 1966 une année presque sans activité internationale, se contentant d'un seul match international contre l'équipe olympique de Yougoslavie et de sept matchs de préparation contre des clubs d'Europe.

## Matchs

### Rencontres internationales
| Date             | Stade          | Adversaire              | Score | Comp | Buteurs tunisiens |
| 18 décembre 1966 | Tunis, Tunisie | Yougoslavie (olympique) | 2-1   | A    | H. Akid 34e 50e   |

### Matchs de préparation
| Date             | Stade                   | Adversaire                               | Score | Comp | Buteurs tunisiens       |
| 29 janvier 1966  | Tunis, Tunisie          | FK Spartak Moscou ( Union soviétique)    | 2-2   | A    | Dalhoum (2 buts)        |
| 25 février 1966  | Tunis, Tunisie          | FC Dinamo Bucarest ( Roumanie)           | 1-1   | A    | Chaïbi                  |
| 27 février 1966  | Tunis, Tunisie          | FC Dinamo Bucarest ( Roumanie)           | 0-1   | A    |                         |
| 20 mars 1966     | Tunis, Tunisie          | FC Dynamo Moscou ( Union soviétique)     | 2-1   | A    | Chehab, Chérif          |
| 25 juillet 1966  | Cologne, Allemagne      | Armée de Cologne ( Allemagne)            | 3-2   | A    | Chérif (2 buts), Chaïbi |
| 4 décembre 1966  | Prague, Tchécoslovaquie | Bohemians Praha ( Tchécoslovaquie)       | 1-3   | A    | ?                       |
| 30 décembre 1966 | Tunis, Tunisie          | FC Karl-Marx-Stadt ( Allemagne de l'Est) | 0-0   | A    |                         |

## Sources
- Mahmoud Ellafi [sous la dir. de], « Les matchs internationaux tunisiens », Almanach du sport. 1956-1973, éd. Le Sport, Tunis, 1974, p. 211-238
- Mohamed Kilani, « Équipe de Tunisie : les rencontres internationales », Guide-Foot 2010-2011, éd. Imprimerie des Champs-Élysées, Tunis, 2010
- Béchir et Abdessattar Latrech, 40 ans de foot en Tunisie, vol. 1, chapitres VII-IX, éd. Société graphique d'édition et de presse, Tunis, 1995, p. 99-176